# Бернау (Шварцвальд)
Бернау (нем. Bernau im Schwarzwald) — община в Германии, в земле Баден-Вюртемберг.
Подчиняется административному округу Фрайбург. Входит в состав района Вальдсхут. Население составляет 1898 человек (на 31 декабря 2010 года). Занимает площадь 38,04 км².

## История
Заселение территории муниципального образования началось в конце XI века при активном участии монастыря святого Власия (нем. St. Blasien). При этом первое письменное упоминание Бернау относится к 1157 году, и было совершено по случаю освящения часовни. С секуляризацией монастыря в 1806 году Бернау вошёл в состав Великого герцогства Баден.
В 1934 году были созданы четыре самостоятельных общины Бернауэр. С тех пор осталась церковь.
1 января 1999 года переименовано в Бернау в Шварцвальде.

## Климат
| Показатель              | Янв. | Фев. | Март | Апр. | Май | Июнь | Июль | Авг. | Сен. | Окт. | Нояб. | Дек. | Год |
| ----------------------- | ---- | ---- | ---- | ---- | --- | ---- | ---- | ---- | ---- | ---- | ----- | ---- | --- |
| Средняя температура, °C | −2,5 | −1,5 | 0,9  | 4,2  | 8,8 | 12,1 | 13,9 | 13,2 | 10,9 | 6,5  | 1,7   | −1,8 | 5,5 |
| Норма осадков, мм       | 196  | 170  | 155  | 125  | 154 | 157  | 153  | 145  | 110  | 150  | 195   | 208  |     |

## Известные жители
Ханс Тома (1839—1924) — художник

## Достопримечательности
- Картинная галерея Ханса Томы
- Краеведческий музей

## Фотогалерея

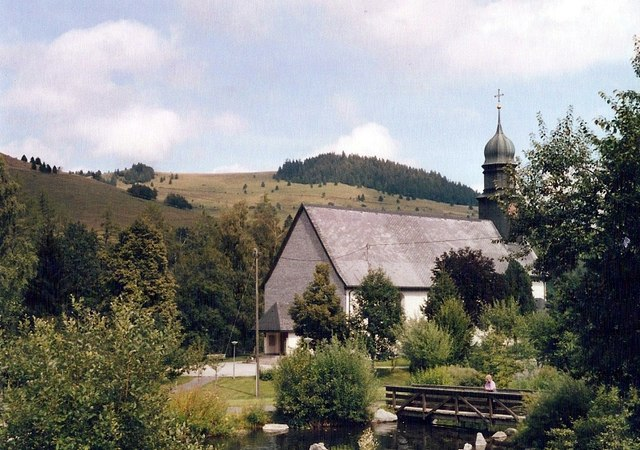
Церковь
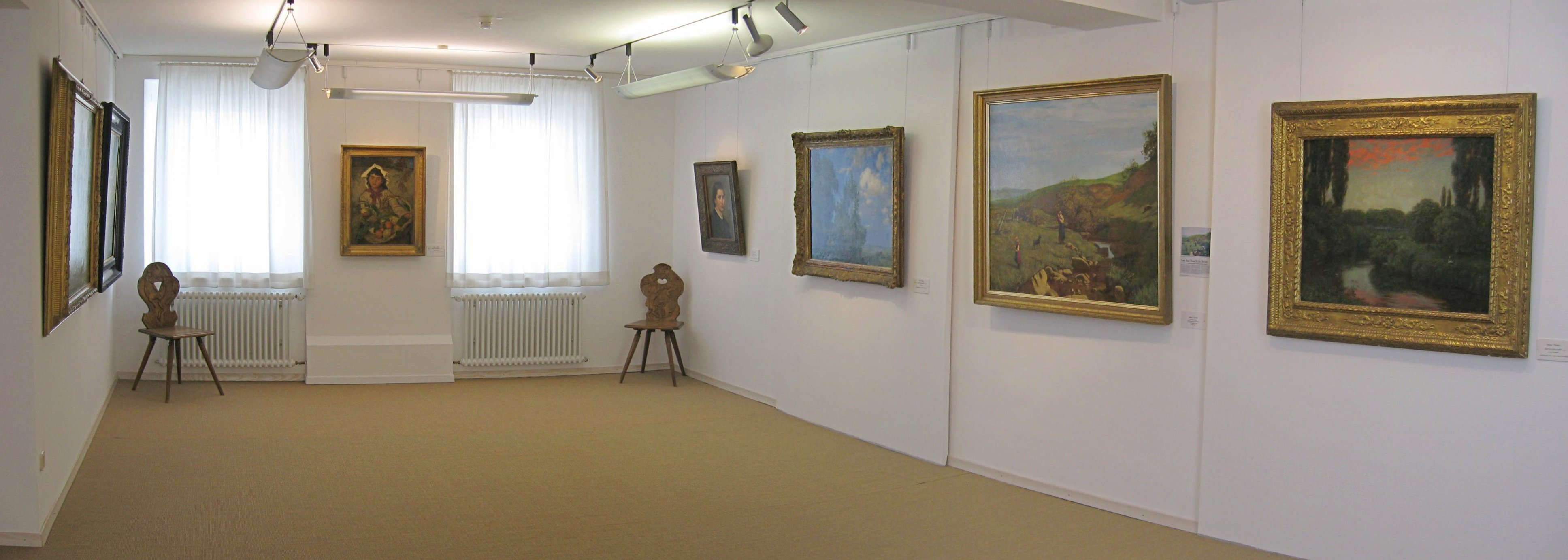
Картинная галерея Ханса Томы
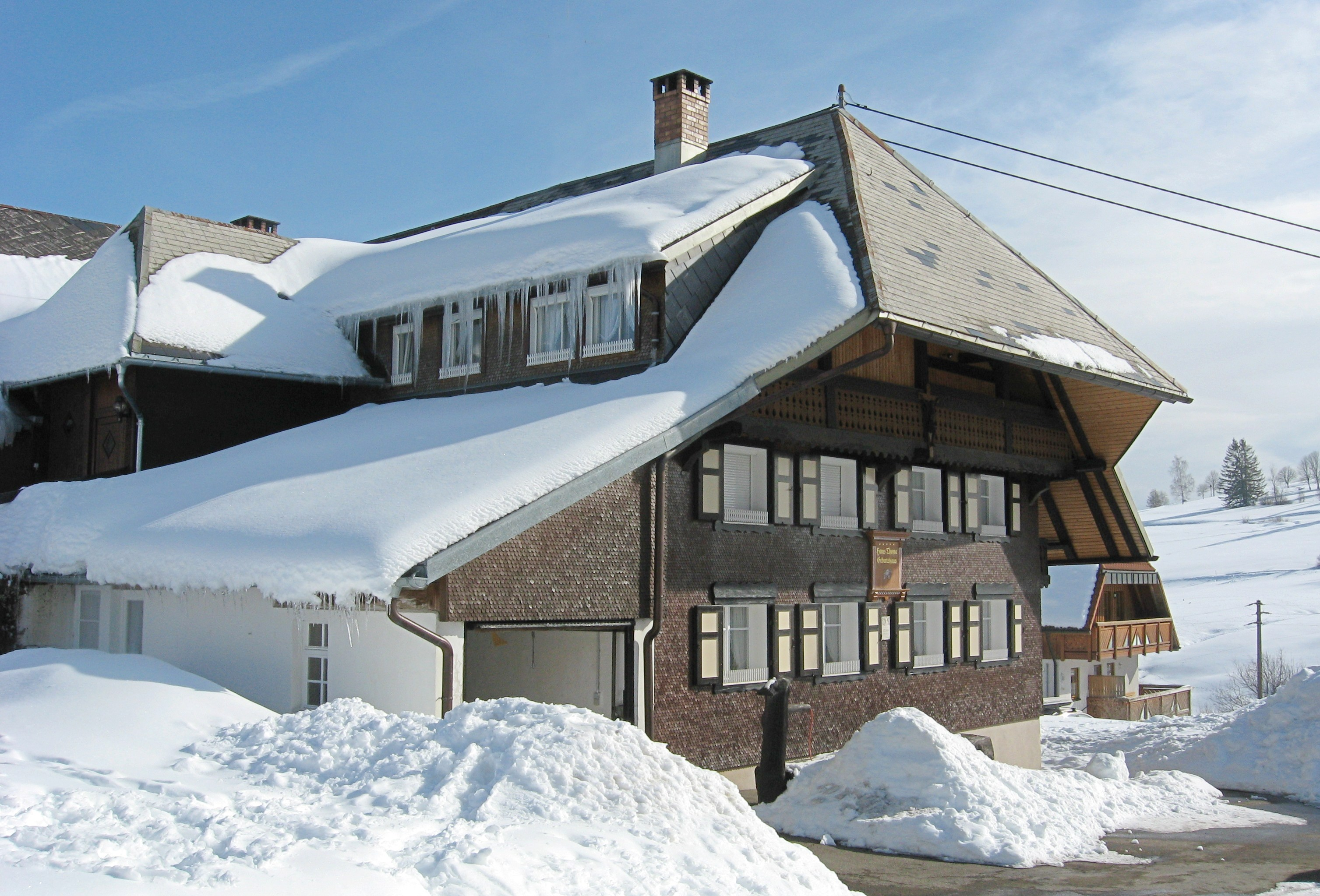
Дом Ханса Томы